# 慶忌
慶忌（けいき、? - 紀元前475年）は、春秋時代末期の呉の公子。姓は姫、名は慶忌。

## 生涯
慶忌の事項は『春秋左氏伝』にわずかに記述されている。呉王夫差の一族だが、具体的な親族の血縁上の系譜関係は不明。
紀元前475年に夫差に上奏して、「呉王は自らの行いを改めないと、いずれは滅びるでしょう」と諫言した。しかし、夫差はこれを聞き入れず、やむなく公子慶忌は領地の艾に戻り、ついでに楚に向かった。同年冬に、越が呉を討伐すると慶忌は、急いで呉に戻り「今こそ呉の国内にいる不忠者を誅殺して、すぐに越と結ぶべきです」と進言した。これを聞いて激怒した夫差は大夫たちとはかって、ついに慶忌を誅殺した。

## 異説
『諸系譜』（国立国会図書館と静嘉堂文庫所蔵）に掲載されている松野氏#松野連系譜（姫姓）は、夫差から始まり、次の（慶父）忌が火の国菊池郡山門（やまと）に来たとある。